# 摩陀婆
摩陀婆（IAST：Madhvācārya；1199–1278年或1238–1317年），又稱圓滿智慧（IAST：Pūrṇa-Prajña）與喜悅渡者，是印度哲學家、神學家，二元吠檀多學派的主要倡導者。摩陀婆將自身哲學體系命名為「真實論」（Tattvavāda），意為「基於實在論立場的論證」。
13世紀時，摩陀婆出生於印度卡納塔克邦西海岸烏杜皮附近的帕賈卡。少年時期即加入「單杖苦行僧團」，師承梵天傳承導師阿秋塔·普雷克沙，成為出家修行者。他鑽研印度哲學經典，撰寫對主要奧義書、《薄伽梵歌》及《梵經》（合稱「三根本經典」）的注釋，現存37部梵文著作。其文風極簡凝練，代表作《補充闡釋》以詩體形式對《梵經》注釋進行哲學延伸。部分著作中，他自稱為神毗濕奴之子風神的化身。
摩陀婆批判商羯羅的不二論與羅摩努闍的限定不二論學說。他多次巡遊印度，足跡遍及巴德里納特、孟加拉、瓦拉納西、德瓦卡、果阿與科摩林角等地，參與哲學辯論並造訪學術中心。1285年，他於烏杜皮建立克里希納寺，供奉從古吉拉特德瓦卡迎請的神像。
摩陀婆教義的核心在於：個體靈魂（阿特曼）與梵（終極實在，即毗濕奴神）存在根本差異，二者是永恆獨立的兩種實在，個體靈魂依存於梵但永不與之同一。這種有神論二元論與吠檀多另外兩大主流學派——主張絕對一元論的不二論及主張限定一元論的限定不二論形成鮮明對立。摩陀婆強調，唯有透過神的恩典方能獲得解脫。
摩陀婆創立的二元論深刻影響了中世紀印度毘濕奴派與虔信運動，與不二論、限定不二論並列為吠檀多哲學三大體系。學者庫蘭德蘭與克雷默評價其歷史影響：「雖具積極意義，但未達廣泛程度」。

## 延伸閱讀
- Flood, Gavin. . Oxford: Blackwell Publishing. 2003: 251. ISBN 978-0-631-21535-6.
- Goswami, S.D. . S.l.: Assoc Publishing Group. 1976: 240 pages. ISBN 978-0-912776-88-0.
- Padmanabhachar, C.M.  (PDF).   [28 July 2011].
- Sarma, Deepak. . Routledge. 2005. ISBN 9780415308052.
- Tapasyananda. . Madras (Chennai): Sri Ramakrishna Math. 1991. ISBN 978-81-7120-226-3.